# Hyposoter pallidirostris
Hyposoter pallidirostris är en stekelart som först beskrevs av Otto Schmiedeknecht 1909.  Hyposoter pallidirostris ingår i släktet Hyposoter och familjen brokparasitsteklar. Inga underarter finns listade i Catalogue of Life.